# Hortense Schneider
Hortense Catherine Schneider, La Snédèr, (30 aprilie 1833 – 6 mai 1920) a fost soprană franceză, una dintre cele mai mari cântărețe de operetă ale secolului al XIX-lea.

## Biografie
Fiica unui croitor originar din Strasbourg ce trăia la Bordeaux și mort alcoolic, Hortense a început să cânte la trei ani. La doisprezece urcă prima oară pe scenă, ia lecții de canto și se alătură unei mici trupe de provincie.
În 1855 se mută la Paris și își schimbă numele în Hortense, care era numele mamei împăratului. Devine amanta cântărețului Jean Berthelier, care o prezintă compozitorului Jacques Offenbach și o angajează imediat la teatrul Les Bouffes-Parisien, care a deschis în 5 iulie în acel an. Debutează într-o operă într-un act, inspirată dintr-o legendă bretonă, Scripcarul, pe un libret de Joseph Darcier și muzica de Offenbach. Harul și eleganța ei i-au adus laudele ziarului Le Figaro. Apoi cântă în Tromb-al-cazar și La Rose de Saint Fleur, tot pe muzica lui Offenbach, înainte de a fi angajată la Variété și Palais-Royal. Se reîntâlnește cu Offenbach pentru Brazilianul, prim colaborare a lui Offenbach cu dramaturgii Henri Meilhac și Ludovic Halevy. Devine muza lor și sursa lor de  inspirație a celor mai mari succese. În 1858 naște un copil handicapat din relația ei cu ducele Gramont-Caderousse. În 1864 joacă rolul principal din Frumoasa Elena. Anul următor ducele de Gramont-Caderousse moare, dar îi lasă o parte din avere pentru a se îngriji de fiul lor. În 1866 este scrisă opera bufă Barbă albastră, iar anul următor este creată La Grande-Duchesse de Gérolstein pentru Expoziția Universală din 1867. Hortense se bucură de un succes răsunător și toate capetele încoronate vin în cabina ei să-i facă complimente: Napoleon al III-lea, Edward al VII-lea al Regatului Unit, împăratul Franz Joseph al Austriei, țarul Alexandru al II-lea al Rusiei și chedivul (viceregele)  Egiptului, Ismail Pacha, cu care ea are o aventură. Frumusețea și talentul lui Hortense fac din Marea Ducesă de Goldenstein punctul culminant al expoziției. Anul următor petrece câteva luni în Egipt alături de Ismail Pacha. 
În 1871 Războiul franco-prusac, căderea Imperiului și episodul tragic al Comunei din Paris, pun capăt nepăsării imperiale și ia naștere A Treia Republică. Cariera lui Hortense care are aproape patruzeci de ani, este în declin.
Cu toate acestea este apreciată în străinătate, unde este invitată de toate curțile Europei, care cheltuie o avere pentru a o aduce, în special Rusia. 
După moarte lui Offenbach în 1880, ea se retrage pentru a se ocupa de fiul ei.
În 1881 se căsătorește cu un italian, care se pretinde conte de Bionne, dar în realitate nu are nici un titlu și este motivat probabil de averea artistei, nu de sentimente. Divorțează la scurt timp după căsătorie. 
Moare la Paris în 1920 și este înmormântată la cimitirul protestant din Bordeaux.